# Stratham (Nuevo Hampshire)
Stratham es un pueblo ubicado en el condado de Rockingham en el estado estadounidense de Nuevo Hampshire. En el Censo de 2010 tenía una población de 7.255 habitantes y una densidad poblacional de 181,12 personas por km².

## Geografía
Stratham se encuentra ubicado en las coordenadas 43°0′54″N 70°54′9″O / 43.01500, -70.90250. Según la Oficina del Censo de los Estados Unidos, Stratham tiene una superficie total de 40.06 km², de la cual 39.11 km² corresponden a tierra firme y (2.36%) 0.95 km² es agua.

## Demografía
Según el censo de 2010, había 7.255 personas residiendo en Stratham. La densidad de población era de 181,12 hab./km². De los 7.255 habitantes, Stratham estaba compuesto por el 96.4% blancos, el 0.15% eran afroamericanos, el 0.1% eran amerindios, el 1.9% eran asiáticos, el 0.07% eran isleños del Pacífico, el 0.14% eran de otras razas y el 1.24% pertenecían a dos o más razas. Del total de la población el 1.31% eran hispanos o latinos de cualquier raza.